# Veduro
Veduro è una frazione del comune di Castenaso, in provincia di Bologna.
Veduro, dal gentilizio romano Veturius, sorge in una zona che fu boscosissima ed è già citato nel XII secolo. La chiesa di San Nicolò, rifatta nel 1753, con campanile del 1747, conserva intatta la sua struttura barocca. Quando la ritrasse Ignazio Danti, accorpata alla canonica si alzava una torre colombaia. Una incisione di metà Ottocento ce la presenta, in angolo con la facciata della chiesa. Per Veduro passano poche strade, di cui solo una asfaltata, via Veduro, poi c'è via Armiggia che porta a Bagnarola e sulla via Rabuina, che porta a Budrio; altre strade vicino a Veduro sono via Marana, via Bosco di Veduro e via Vigorso.
A Veduro si svolge un'attività prevalentemente agricola e il paese è attraversato da uno scolo di nome Fiumicello Dugliolo, che parte da Castenaso e si immette  nel Reno più a nord.  
Poche decine di metri fuori Veduro sorge un maneggio per cavalli di medie dimensioni.